# Verejeni, Telenești
Verejeni este un sat din raionul Telenești, Republica Moldova.

## Istorie
A fost atestat documentar într-un document datat cu anii 1627-1628:
„Adecă eu, Grajdan și femeie mea Marica din târgu de Orheiu, de nimeni nevoiți și nesiliuiti, și ne-am pos ocina și via ce ni se alege din, sat din Teleniști, din văile cu fânul și țarini și den pădure și de unde-i hrana. Deci al pos zălog la Istrețel de Verejeni de-am luat o bute de vin de 90 de vedre derept 27 de taleri bani gata și 5 berbeci de mesărniți de rin 5 galbeni.

...

Scris la Orheiu, și leat 7136 <1 septembrie 1627 - 31 august 1628 august>”

## Administrație și politică
Componența Consiliului local Verejeni (11 consilieri), ales la 5 noiembrie 2023, este următoarea:
|  | Partid                                | Consilieri | Componență | Componență | Componență | Componență | Componență |
|  | ------------------------------------- | ---------- | ---------- | ---------- | ---------- | ---------- | ---------- |
|  | Partidul Liberal Democrat din Moldova | 5          |            |            |            |            |            |
|  | Partidul Social Democrat European     | 4          |            |            |            |            |            |
|  | Partidul Acțiune și Solidaritate      | 2          |            |            |            |            |            |

## Personalități
- Nicolae D. Strajesco, medic, academician
- Lia Taburcean, cântăreață și compozitoare
- Eugeniu Nicov, actor
- Laurențiu Popescu, interpret de muzică ușoară. S-a născut în satul Verejeni, r. Telenești, la 8 mai 1970. A absolvit Colegiul de muzică „ Stefan Neaga" din Chișinău la clasa de cobză. In anul 1989, a participat la concursul „In memoriam Ștefan Neaga", obținând premiul III. A absolvit Academia de Muzică, Teatru și Arte Plastice.
- Lia Popescu,  tânără actriță, model și director manager la Monaco Charity Film Festival.